# بيرت كيربي (سياسي)
بيرت كيربي (بالإنجليزية: Bertie Kirby)‏ هو سياسي بريطاني (وحمل سابقاً جنسية المملكة المتحدة لبريطانيا العظمى وأيرلندا)، ولد في 2 مايو 1887، وتوفي في 1 سبتمبر 1953. حزبياً، نشط في حزب العمال. في الانتخابات العامة في المملكة المتحدة 1935 ‏، انتخب عضو برلمان المملكة المتحدة الـ37 عن دائرة Liverpool Everton (UK Parliament constituency) ‏ (14 نوفمبر 1935 – 15 يونيو 1945) وفي الانتخابات العامة في المملكة المتحدة 1945 ‏، انتخب عضو برلمان المملكة المتحدة الـ38 عن دائرة Liverpool Everton (UK Parliament constituency) ‏ (5 يوليو 1945 – 3 فبراير 1950).